# Rebelia tolli
Rebelia tolli är en fjärilsart som beskrevs av Erich Martin Hering 1936. Rebelia tolli ingår i släktet Rebelia och familjen säckspinnare. Inga underarter finns listade.